# Condado de Tioga (Nova Iorque)
O Condado de Tioga é um dos 62 condados do Estado americano de Nova Iorque. A sede do condado é Vila de Owego, e sua maior cidade é Owego. O condado possui uma área de 1 354 km²(dos quais 11 km² estão cobertos por água), uma população de 51 784 habitantes, e uma densidade populacional de 39 hab/km² (segundo o censo nacional de 2000). O condado foi fundado em 1791.